# Sekwoja wieczniezielona
Sekwoja wieczniezielona, sekwoja wiecznie zielona (Sequoia sempervirens (Lamb. ex D. Don) Endl.) – gatunek drzewa iglastego z rodziny cyprysowatych (Cupressaceae). Pochodzi z nadbrzeżnych gór Kalifornii i Oregonu. Drzewa tego gatunku osiągają ogromne rozmiary i dożywają do około 2 tysięcy lat. Są to najwyższe obecnie żyjące drzewa.
Nazwa rodzajowa upamiętnia Sekwoję, czyli George'a Guessa.

## Rozmieszczenie geograficzne
Sekwoja wieczniezielona jest endemitem na wybrzeżu północnej Kalifornii i południowo-zachodniej części Oregonu. Drzewa rosną w wąskim pasie o długości 724 km i szerokości od 8 do 56 km. Północną granicą są dwa stanowiska w pobliżu rzeki Chetco w górach Siskiyou leżące około 25 km od granicy Oregon - Kalifornia (hrabstwo Curry). Południową granicą jest stanowisko w pobliżu kanionu Salmon Creek w górach Santa Lucia w południowej części hrabstwa Monterey. 
Rośnie najczęściej poniżej 300 m n.p.m., sporadycznie do 1000 m n.p.m. Tworzy lasy jednogatunkowe lub iglaste mieszane, występując np. z jedlicą zieloną czy cyprysikiem Lawsona. 
Ochrona naturalnych stanowisk gatunku przed wyeksploatowaniem była główną przyczyną utworzenia Parku Narodowego Redwood, wraz z wchodzącymi w jego skład stanowymi parkami Prairie Creek Redwood State Park, Del Norte Coast Redwoods State Park i Jedediah Smith Redwoods State Park oraz wielu mniejszych parków stanowych i rezerwatów.

## Morfologia
PokrójKorona luźna, wąska i stożkowata, początkowo gęsto i regularnie ugałęziona, z wiekiem traci część gałęzi (głównie w dolnych partiach) i staje się nieregularna. Konary zwisają, lecz końce są skierowane w górę, szczególnie w środkowej i wyższej części korony.
PieńW ojczyźnie dorasta do 60–100, rzadko ok. 110 m. Średnica pnia przeważnie 3-4,6 m, maksymalnie do 9 m. Najwyższy okaz, nazwany Hyperion, osiągnął 115,85 m wysokości i 4,84 m średnicy pnia. Kora czerwonobrązowa, o bogatej strukturze na powierzchni, włóknista i o grubości do 35 cm.
LiścieZ zasady płaskie i bardzo miękkie, przypominające liście cisa, różne na różnych wysokościach: w dolnych partiach drzewa płasko rozłożone po dwóch stronach pędów, w szczytowych partiach ściśnięte, łuskowate i przytulone do gałązki przypominające liście mamutowca. Gubi najstarsze liście wraz z przymrozkami. Liście najczęściej żyją 3 do 5 lat. Długość 15 - 25 mm, szerokość 2 - 3 mm. Barwa na wierzchu ciemnozielona. Na spodzie są jaśniejsze, z szarym odcieniem, z dwoma białawymi paskami po obu stronach nerwu głównego.
Kwiaty
SzyszkiKwiaty są rozdzielnopłciowe, wiatropylne. Męskie zebrane w drobne szyszki tworzące się końcach krótkich gałązek bocznych. Podobnie na końcach gałązek rozwijają się szyszki żeńskie. Są one owalne do kulistych, brązowe, osiągają 18 mm długości, składają się z 15–20 spiralnie ułożonych łusek, na których rozwija się po 5–7 zalążków. Nasiona długości 2-4 mm, małe lekkie, około 265000 nasion/kg. Nasiona zaopatrzone są w dwa skrzydełka.
KorzenieMa bardzo rozległy system korzeniowy. Główny system przebiega tuż pod powierzchnią ziemi.
DrewnoCzerwonawe, trwałe, odporne na gnicie.

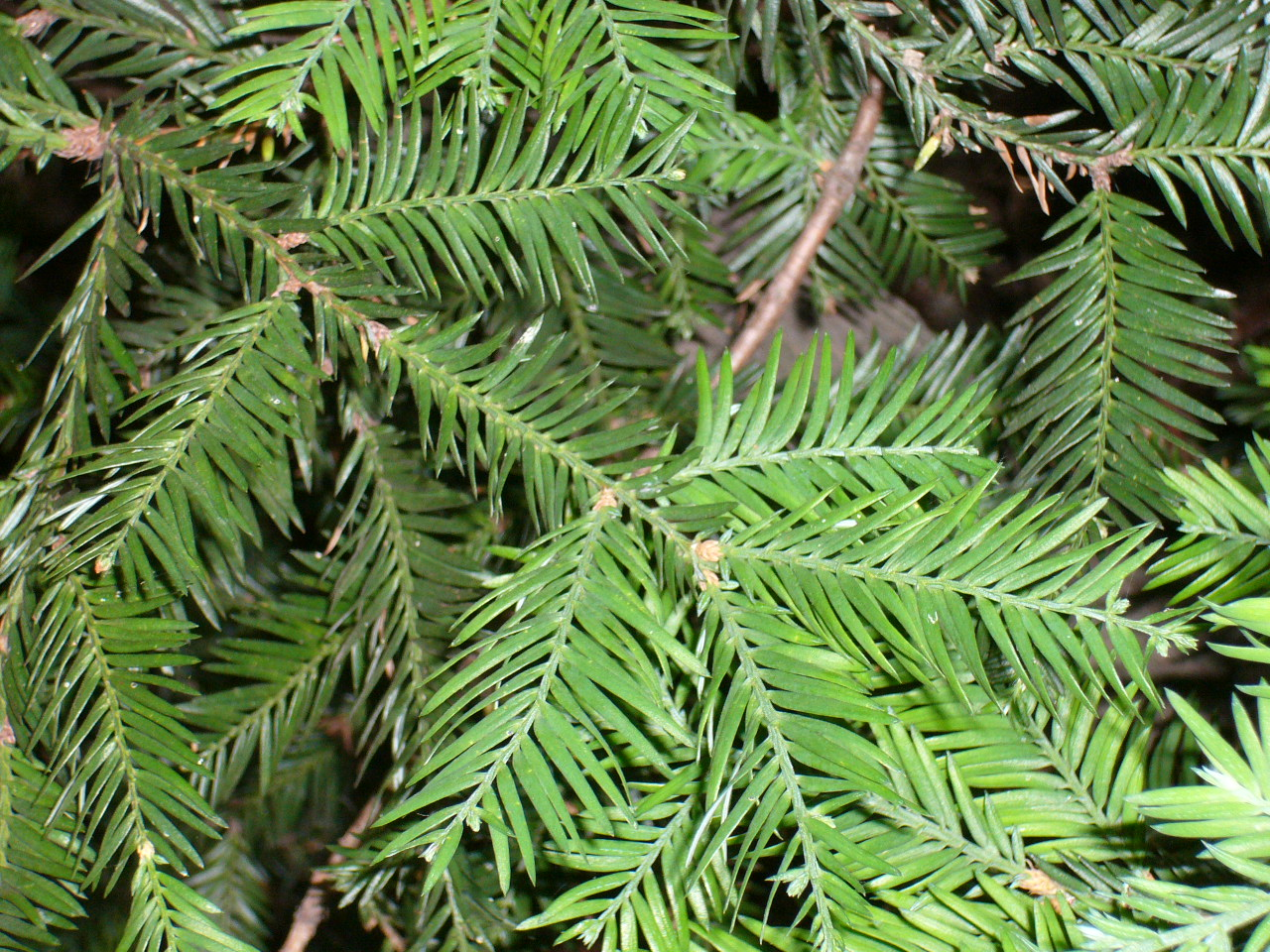
Gałązki sekwoi
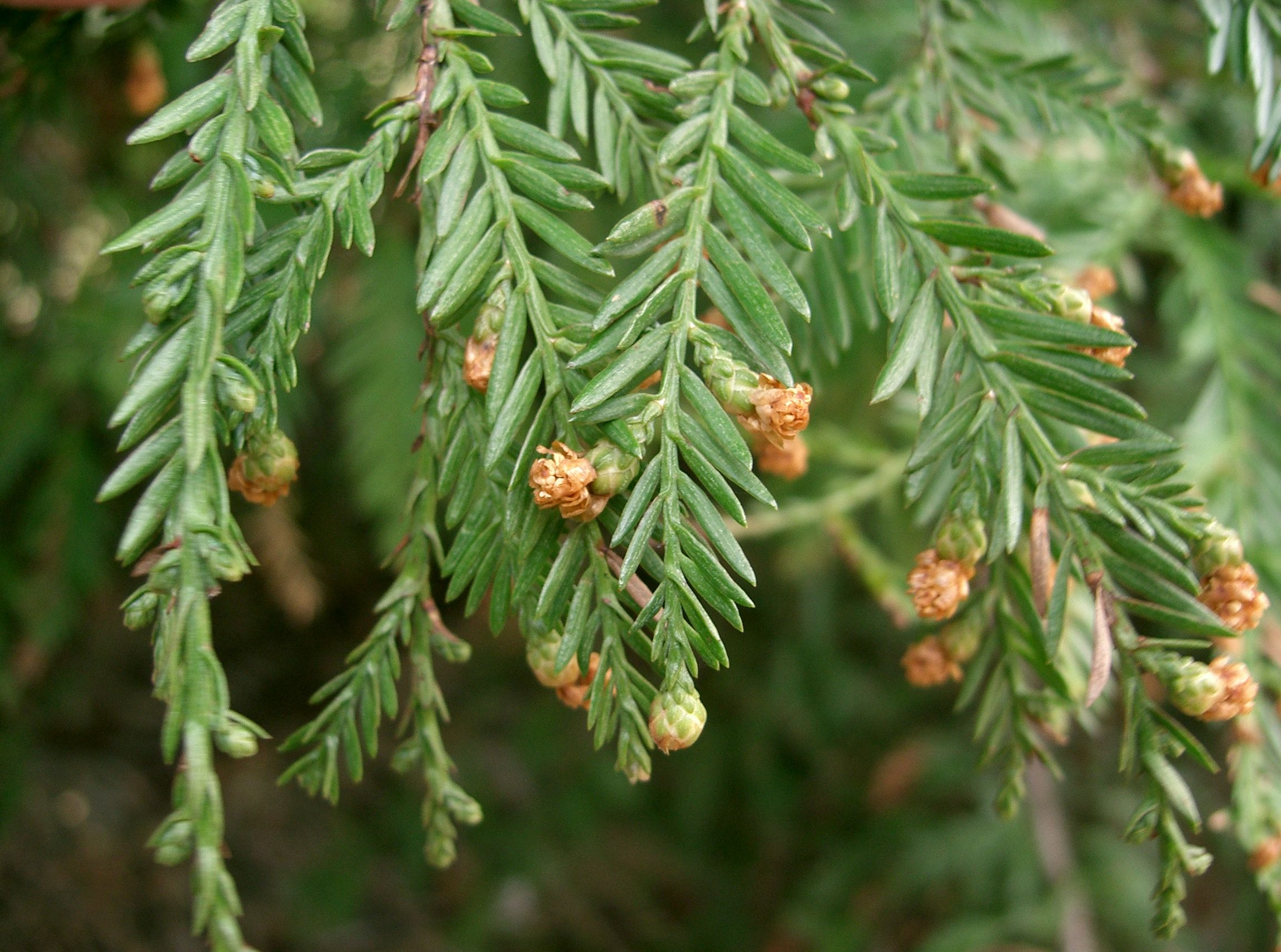
Kwiatostany męskie
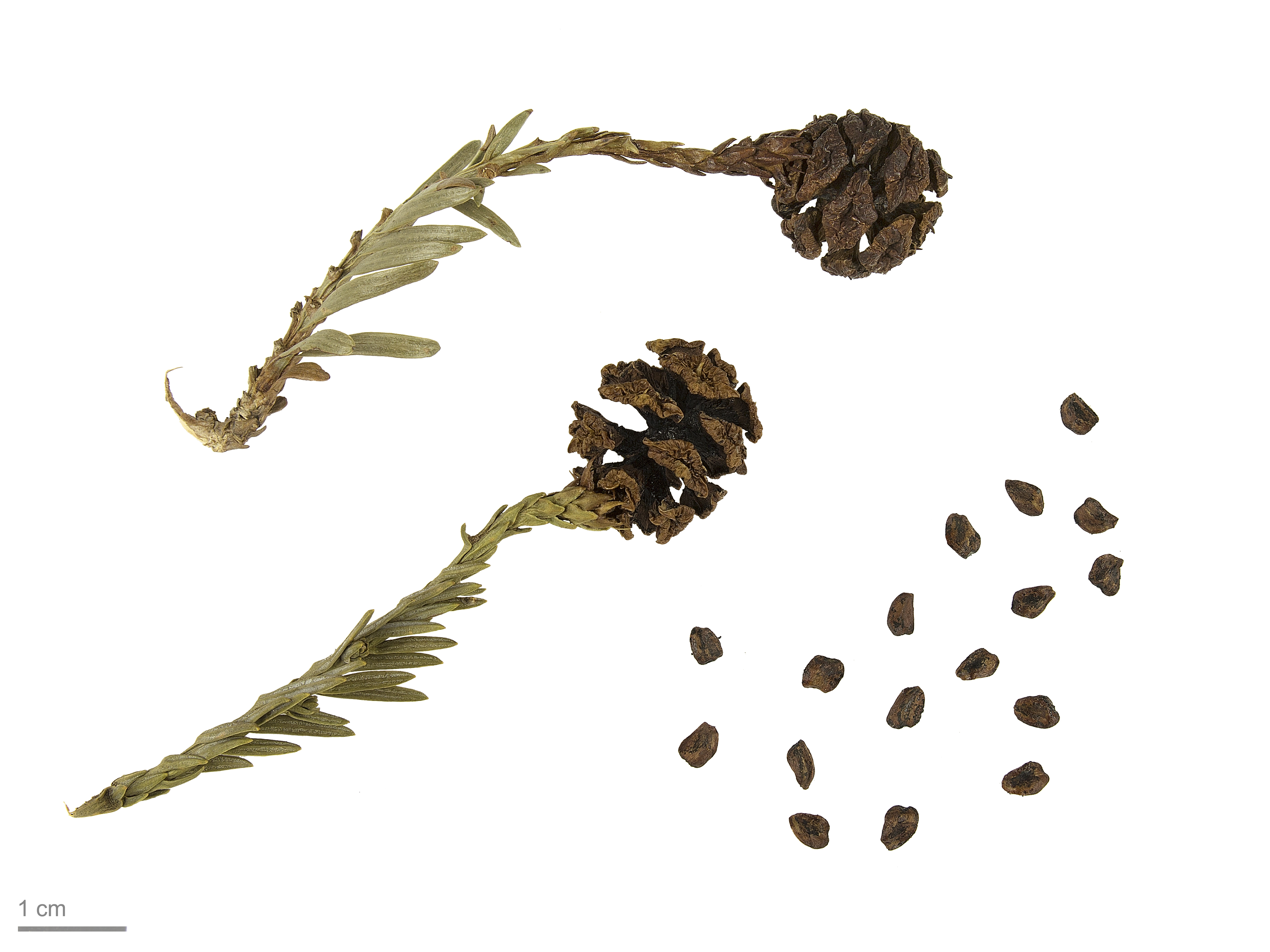
Dojrzałe szyszki żeńskie i nasiona

## Biologia

### Rozwój
Gatunek jednopienny. Pierwsze kwitnienie i owocowanie ma miejsce pomiędzy 5 a 15 rokiem życia. Szyszki męskie i żeńskie występują na tym samym drzewie, jednak w różnych jego częściach. Pyłek roznoszony jest przez wiatr (anemogamia). 
Produkcja nasion
Obfite plonowanie zdarza się często, lecz nasiona zwykle cechuje niska żywotność. Okres posuchy w czasie kwitnienia poprawia rozprzestrzenianie się pyłku i zwiększa żywotność nasion. Żywotność nasion i zdolność kiełkowania zwiększa się wraz z wiekiem drzew. Maksymalną zdolność kiełkowania osiągają w wieku około 250 lat. Nasiona z drzew młodszych niż 20 lat kiełkują w mniej niż 1% a nasiona z drzew starszych niż 1200 lat kiełkują w ponad 3%. Wiatr jest mało efektywny w roznoszeniu nasion i rozsiewanie następuje nie dalej niż 120 m od rośliny matecznej. 
Kiełkowanie i wzrost
Nasiona sekwoi nie wymagają stratyfikacji do kiełkowania. Kiełkowanie jest epigeiczne a najlepszym podłożem jest wilgotna gleba mineralna. Ze względu na małą żywotność kiełkowanie zwykle nie przewyższa 10%. Młode rośliny do wzrostu wymagają wysokiej wilgotności. Korzenie siewek sekwoi nie posiadają włośników i dlatego są bardzo nieefektywne w pobieraniu wody. W dobrych warunkach wzrost siewek jest szybki i w pierwszym roku powszechne jest wyrastanie nawet do 50 cm. Nieco starsze rośliny (4-10 lat) mogą w jednym sezonie przyrosnąć nawet o 2 metry.
Rozmnażanie wegetatywne

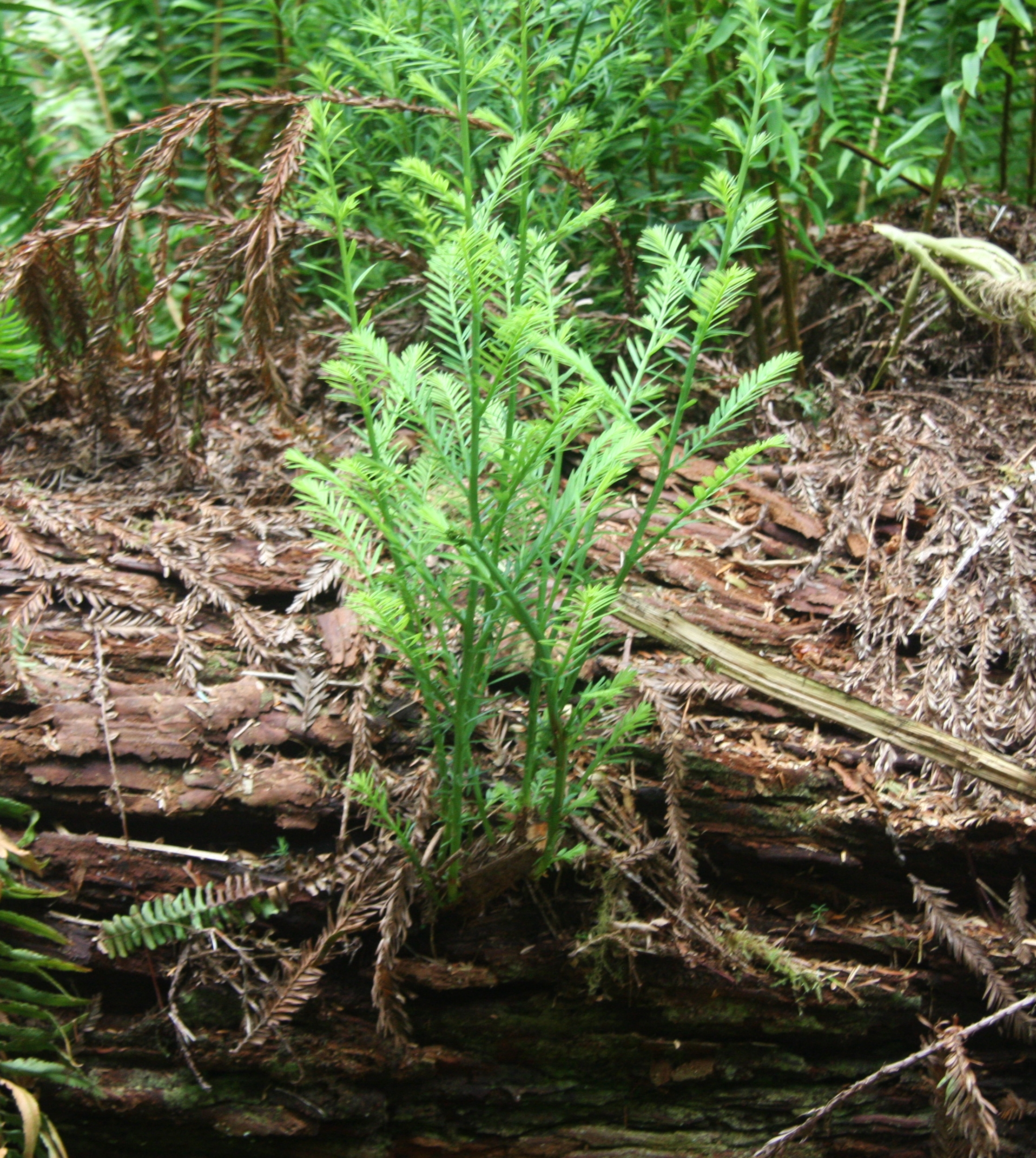
Odrosty pienne wyrastające z pąków śpiących

Sekwoje mogą rozmnażać się wegetatywnie poprzez ukorzenianie się części roślin lub odrosty pienne bądź korzeniowe (są pod tym względem wyjątkiem wśród iglastych). Mogą także licznie wybijać na ściętych lub powalonych drzewach. Odrosty po wybiciu szybko tworzą niezależny system korzeniowy. Odrosty korzeniowe są bardziej żywotne od piennych, które dodatkowo łatwo ulegają uszkodzeniu przez wiatry. Odrosty powstają z podkorowych pąków śpiących. Pąki te powstają głównie u młodych roślin, a ich rozwój widać po zniszczeniu wierzchołka. Liczba odrostów spada wraz z wiekiem roślin. Pojawiają się najczęściej po stronie drzewa niżej położonej na zboczu. Sekwoja średnio tworzy po pięć roślin z odrostów co sprawia, że drzewa rosną w kępach. Podczas jednego sezonu wegetacyjnego odrosty przyrastają o 2,1 m wysokości. Zacienienie nie redukuje wysokości odrostów lecz może ograniczać ich wagę i liczbę. Duża gęstość odrostów może ograniczać ich żywotność i wigor.

### Genetyka
Sekwoja wieczniezielona jako heksaploid jest unikalna w rzędzie sosnowców. Liczba chromosomów wynosi 66 (2n=6x=66). Do niedawna panowało przekonanie, że jest ona alloploidem pomiędzy paleogeńskim lub mezozoicznym gatunkiem metasekwoi oraz przodkiem gatunku z rodziny cyprysowatych, podobnie jak współczesny mamutowiec olbrzymi. Jednak typ i liczba markerów chromosomowych znalezionych w metasekwoi i w cypryśniku błotnym są tak odmienne, że wykluczają takie pochodzenie sekwoi wieczniezielonej. Wyklucza to także pokrewieństwo pomiędzy mamutowcem olbrzymim a sekwoją wieczniezieloną.

### Odmiany
Nie są znane rasy sekwoi wieczniezielonej, jednak znane jest wiele kultywarów. Do najpopularniejszych należą:
- cv. 'Adpressa' - wierzchołki pędów białokremowe. Liście szydłowate.
- cv. 'Glauca' - liście długości 6 mm (0.25 in), omszone, niebieskawe.
- cv. 'Nana Pendula' - liście omszone, gałęzie zwisające.
- cv. 'Pendula' - gałęzie maja zwisający charakter wzrostu.
- cv. 'Prostrata' płożący wzrost, liście zielone, spód omszony[17].

Ponadto znane są takie odmiany jak 'Alba', 'Albospica', 'Aptos Blue', 'Big Bonsai', 'Cantab', 'Don’s Gold Strike', 'Elegans', 'Goldie', 'Gracilis', 'Henderson Blue', 'Latifolia', 'Martin', 'Santa Cruz', 'Taxifolia', 'Variegata', 'Winter Blue', 'Woodside Blue' i inne.

## Ekologia

### Siedlisko
Sekwoje występują w warunkach klimatu śródziemnomorskiego, w którym zimy są chłodne i wilgotne, a lata suche. Średnie opady wynoszą 1800 mm, a 90% występuje w okresie zimnym pomiędzy październikiem a majem. Suche lato jest łagodzone przez gęste pasy mgły napływające znad Oceanu Spokojnego. Mgły redukują stres suszy poprzez zmniejszenie ewapotranspiracji i zwiększenie wilgotności gleby. Poza rejonem występowania mgieł adwekcyjnych stanowiska sekwoi są ograniczone do terenów o wysokiej wilgotności. 
Stanowisko
Preferowanymi stanowiskami są stożki napływowe, równiny nadbrzeżne oraz brzegi wzdłuż większych strumieni. Wielkość drzewa jest często odzwierciedlona przez stanowisko: 400 letnie drzewa na zboczu mają pierśnicę około 0,6 m, podczas gdy 600 letnie drzewa rosnące na stożku napływowym mają 3,6 m pierśnicy. 
Wyniesienie nad poziom morza
Drzewa rosną na wysokości do 915 m n.p.m., jednak większość stanowisk spotyka się na wysokości od 100 do 700 m n.p.m. Sekwoje są wrażliwe na sól morską i dlatego są zwykle oddzielone od wybrzeża pasami łąk.
Gleby
Sekwoje zdecydowanie preferują głębokie i wilgotne gleby; najczęściej są to gleby brunatne oraz czerwone gliniaste uwodnione. Są to gleby powstałe z piaskowcowego szarogłazu, łupków ilastych i zlepieńców.
Sąsiedztwo gatunkowe
Sekwoje najczęściej rosną w lasach mieszanych cedrzyńcowo - choinowo - daglezjowych. Ponadto często w sąsiedztwie występują takie drzewa jak Notholithocarpus densiflorus, Arbutus menziesii a w górnym piętrze lasu często są spotykane świerk sitkajski (Picea sitchensis Bong.), cis krótkolistny (Taxus brevifolia Nutt.), torreja kalifornijska (Torreya californica Torr.), Cupressus goveniana, Pinus muricata, sosna kalifornijska (Pinus radiata D.Don), klon wielkolistny (Acer macrophyllum Pursh.), Quercus garryana,  i jesion szerokolistny (Fraxinus latifolia Benth.).

## Zastosowanie

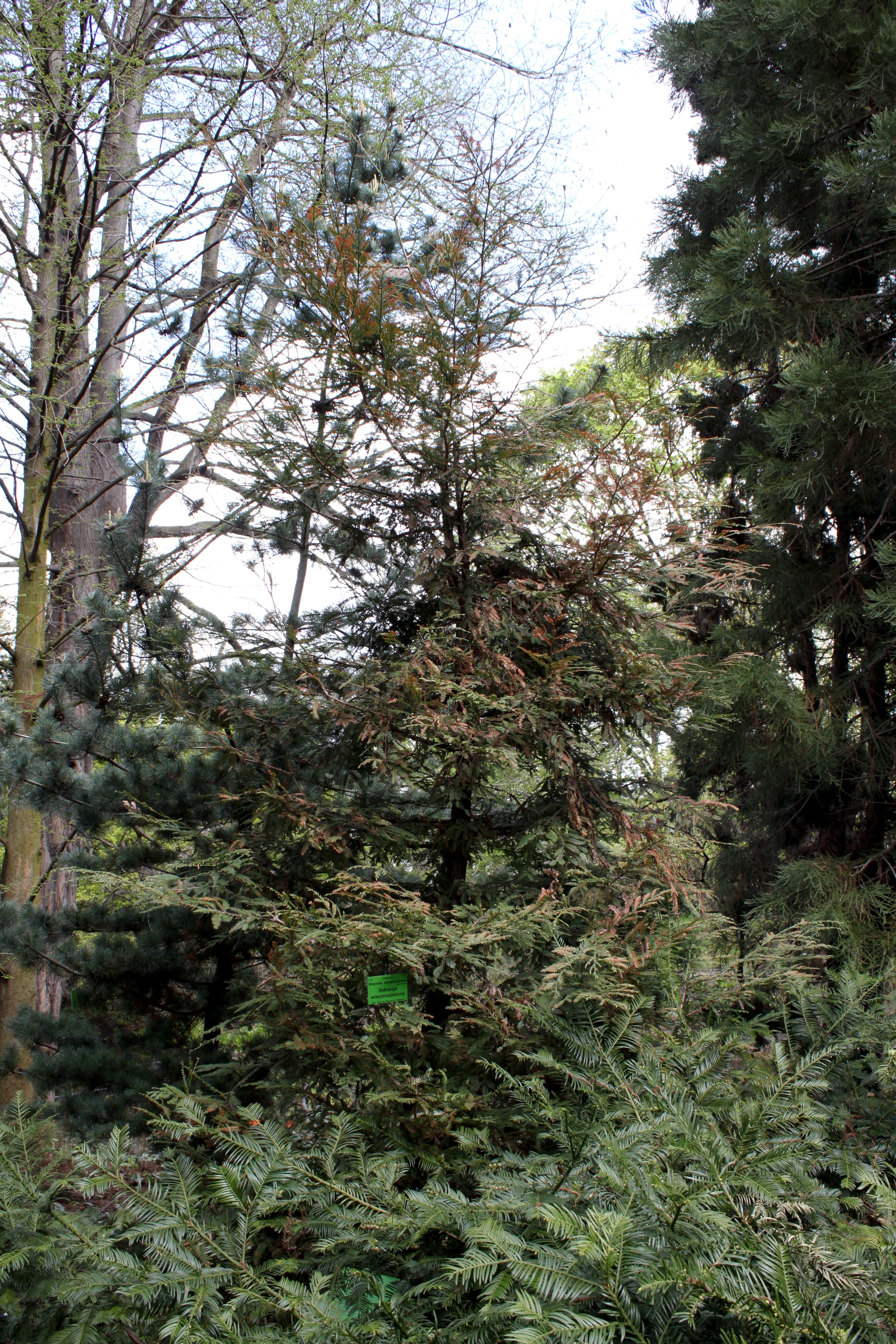
Sekwoja wieczniezielona w Ogrodzie Botanicznym we Wrocławiu

Gatunek sadzony jest jako roślina ozdobna.